# Сергеевка (Добринский район)
Се́ргеевка — деревня Дубовского сельсовета Добринского района Липецкой области.
Расположена в истоке реки Лукавки на её правом берегу. На противоположном находится село Хворостянка.
По мнению Прохорова В. А., было основано предположительно в 1770-х годах владельцем села Пушкино Н. И. Салтыковым.
Деревня, возможно, названо в честь сына Николая Ивановича — Сергея Николаевича, родившегося в 1776 году. Согласно купчей Пушкино земли были куплены в 1781 г. Межевание земель было проведено также в 1781 году. В связи с этим, правильно считать версию возникновения деревни 1780-е годы.
В центре деревни расположена Заречная улица.

## Население
| 2010 |
| ---- |
| 29   |